# Padul
Padul là một đô thị trong tỉnh Granada, Tây Ban Nha. Dân số của đô thị vào năm 2007 là 7961 người.